# Дания на «Евровидении-1984»
Для Дании участие в телевизионном песенном конкурсе Евровидение-1984, проходившем 5 мая в Муниципальном театре Люксембурга стало семнадцатым. Страну представляла группа Hot Eyes (Кирстен Сиггаард и Сёрен Бундгаард) с песней Det' lige det ("Вот и всё"), написанной Бундгаардом в соавторстве с Келдом Хейком. По итогам голосования Det' lige det заняло четвёртое место из 19, набрав 101 балл, зафиксировав первое попадание Дании в пятёрку лучших после возвращения в 1978 году. Также для группы Hot Eyes участие на Евровидение стало первым из трёх попыток, последовавших в 1985 и 1988 годах. Таким образом, Det' lige det стала предшественницей датской заявки на Евровидение-1985 Sku' du spørg' fra no'en, тоже исполненной Hot Eyes. Конкурс был показан DR на канале DR1 с комментариями Юргена де Милюса. Глашатаем был Бент Эниус.

## До «Евровидения»

### Dansk Melodi Grand Prix 1984
Начиная с 1957 года Датское радио (DR) организовывает национальный финал для участия на Евровидение под названием Dansk Melodi Grand Prix (DMGP), который определяет победителя среди нескольких конкурсантов и даёт ему право представлять страну на этом конкурсе. Dansk Melodi Grand Prix 1984 состоялся 18 февраля в телестудии DR1 в Копенгагене. Ведущим был Юрген де Милюс. Десять песен было представлено во время отбора, а победитель определялся голосами пяти региональных жюри (Западная Ютландия, Восточная Ютландия, Фюн и острова, Зеландия, Копенгаген). Среди конкурсантов был двухкратный представитель Дании на Евровидение Томми Зибах (1979 и 1981).
| Порядковый номер | Исполнитель     | Название песни        | Автор(ы)                                             | Очки | Место |
| ---------------- | --------------- | --------------------- | ---------------------------------------------------- | ---- | ----- |
| 1                | Trax            | Vi hører sammen       | Джон Хаттинг, Пер Нильсен, Лиз Хаавик                | 33   | 6     |
| 2                | Регнар Эгеквист | Holder af de ting     | Регнар Эгеквист                                      | 11   | 9     |
| 3                | Snapshot        | À la carte            | Нильс Древсхольт                                     | 41   | 3     |
| 4                | Леся Йонссон    | Det er en hemmelighed | Леся Йонссон, Иван Педерсен                          | 35   | 5     |
| 5                | Lollipops       | 60'erne               | Торбен Лундгрен, Юрген Лундгрен                      | 8    | 10    |
| 6                | Шейла           | Gi' mig tid           | Торбен Лендагер, Хенрик Г. Лунд                      | 46   | 2     |
| 7                | Boulevard       | Liverpool             | Дэннис Денхардт, Поуль Денхардт, Леннарт Йоханнессен | 17   | 7     |
| 8                | Джон Хаттинг    | Donna, Donna          | Йенс Брикстофт, Джон Хаттинг, Иван Педерсен          | 15   | 8     |
| 9                | Томми Зибах     | Pyjamas for to        | Томми Зибах, Кельд Хейк                              | 40   | 4     |
| 10               | Hot Eyes        | Det' lige det         | Сёрен Бундгаард, Кельд Хейк                          | 47   | 1     |

## На «Евровидении»
Во время финала Hot Eyes выступили под номером 10, между Ирландией и Нидерландами. По итогам голосования они заняли четвёртое место из 19, набрав 101 балл, включая 12 баллов от Великобритании и Норвегии, зафиксировав первое попадание Дании в пятёрку лучших после возвращения в 1978 году. Также Det' lige det стала только четвёртой песней в истории Евровидения, которая заработала баллы от каждого другого национального жюри (другими песнями были Франция в 1976 и 1978 годах и Бельгия в 1982 году). Датское жюри присудило 12 баллов победителю конкурса, Швеции.

### Голосование
| Очки      | Страна                                          |
| --------- | ----------------------------------------------- |
| 12 баллов | - Великобритания - Норвегия                     |
| 10 баллов | - Ирландия                                      |
| 8 баллов  | - Бельгия - Франция                             |
| 7 баллов  |                                                 |
| 6 баллов  | - Испания - Югославия                           |
| 5 баллов  | - Германия - Италия - Кипр - Финляндия - Швеция |
| 4 балла   | - Австрия                                       |
| 3 балла   | - Люксембург - Нидерланды                       |
| 2 балла   | - Турция                                        |
| 1 балл    | - Португалия - Швейцария                        |

| Очки      | Страна         |
| --------- | -------------- |
| 12 баллов | Швеция         |
| 10 баллов | Кипр           |
| 8 баллов  | Швейцария      |
| 7 баллов  | Испания        |
| 6 баллов  | Финляндия      |
| 5 баллов  | Люксембург     |
| 4 балла   | Австрия        |
| 3 балла   | Ирландия       |
| 2 балла   | Германия       |
| 1 балл    | Великобритания |